# Gebhard Fugel

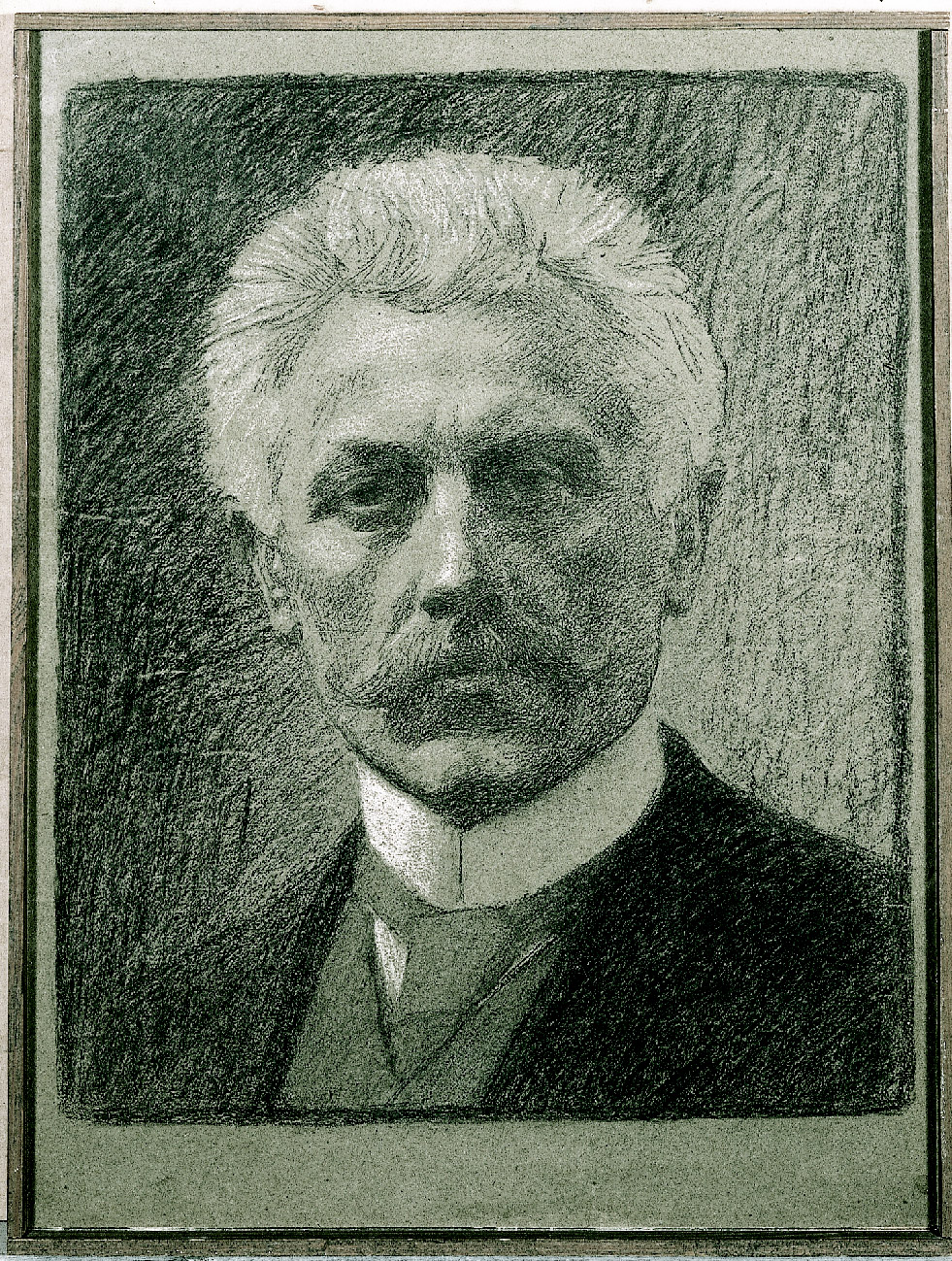
Gebhard Fugel
Selbstporträt, um 1912

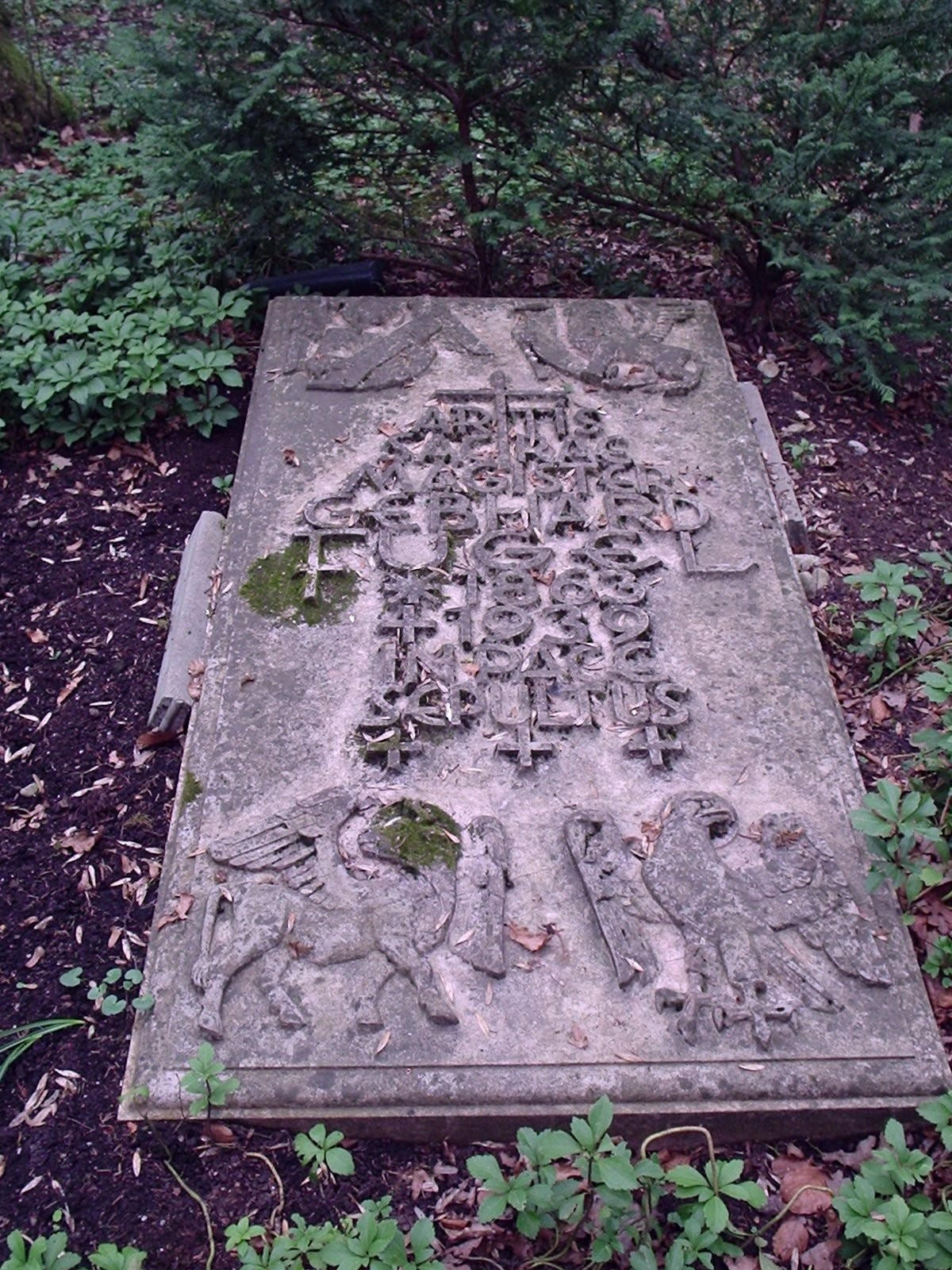
Grab von Gebhard Fugel auf dem Waldfriedhof in München-Solln

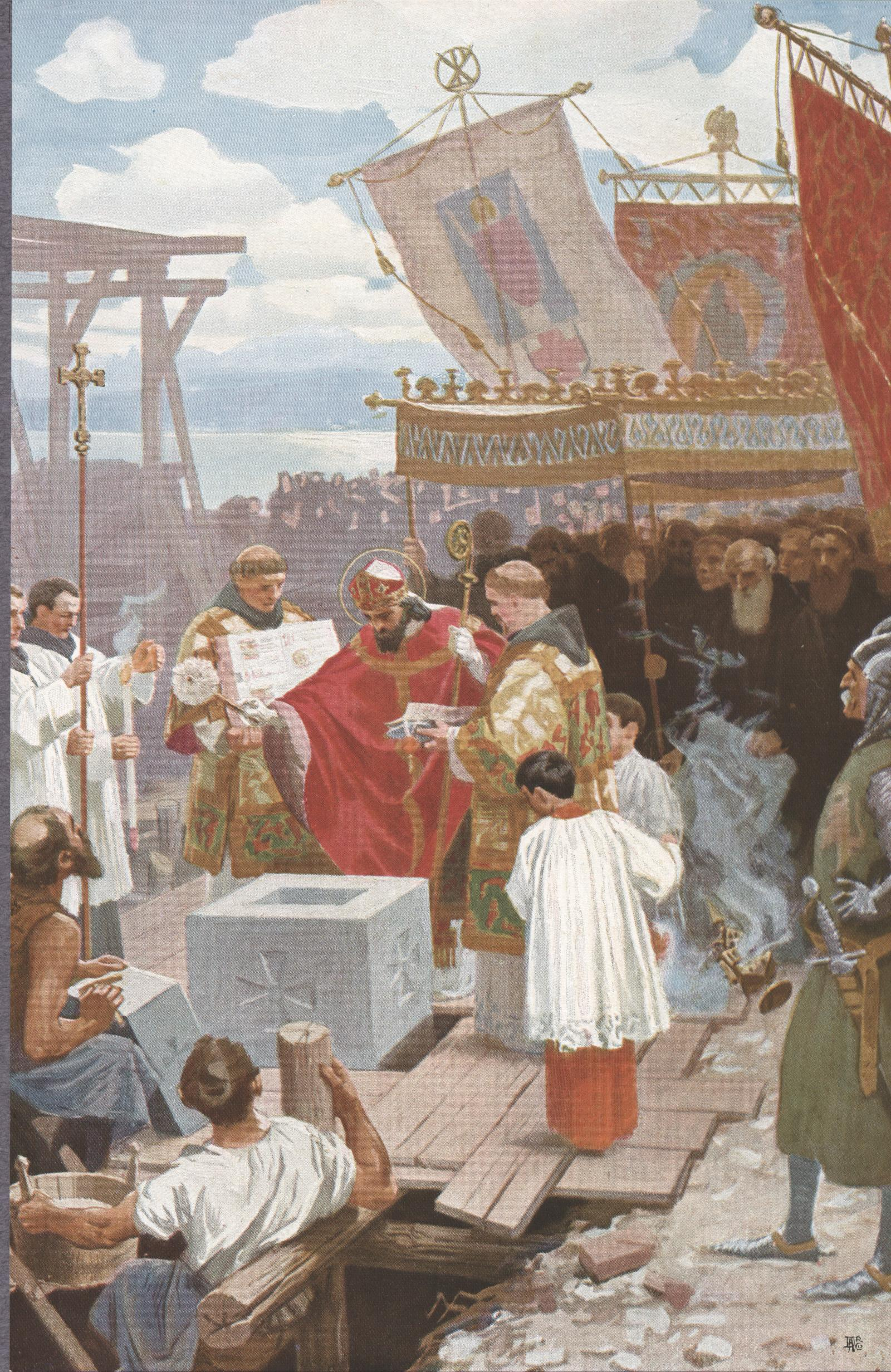
Grundsteinlegung des Klosters Petershausen durch Bischof Gebhard von Konstanz, Gemälde von Gebhard Fugel, 1907

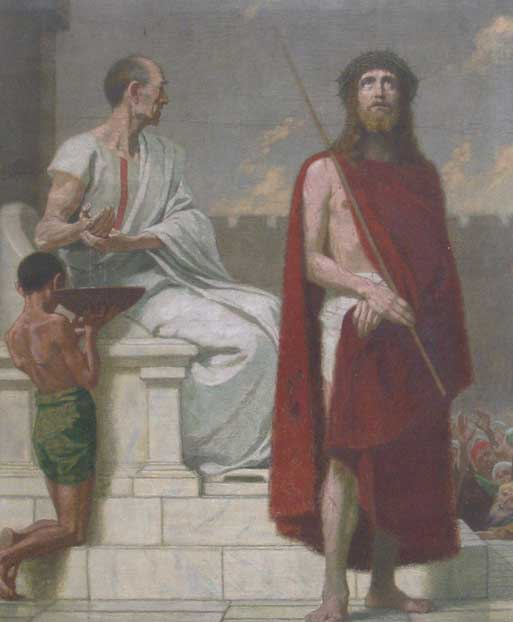
Gebhard Fugel: Erste Kreuzwegstation, St. Elisabeth, Stuttgart

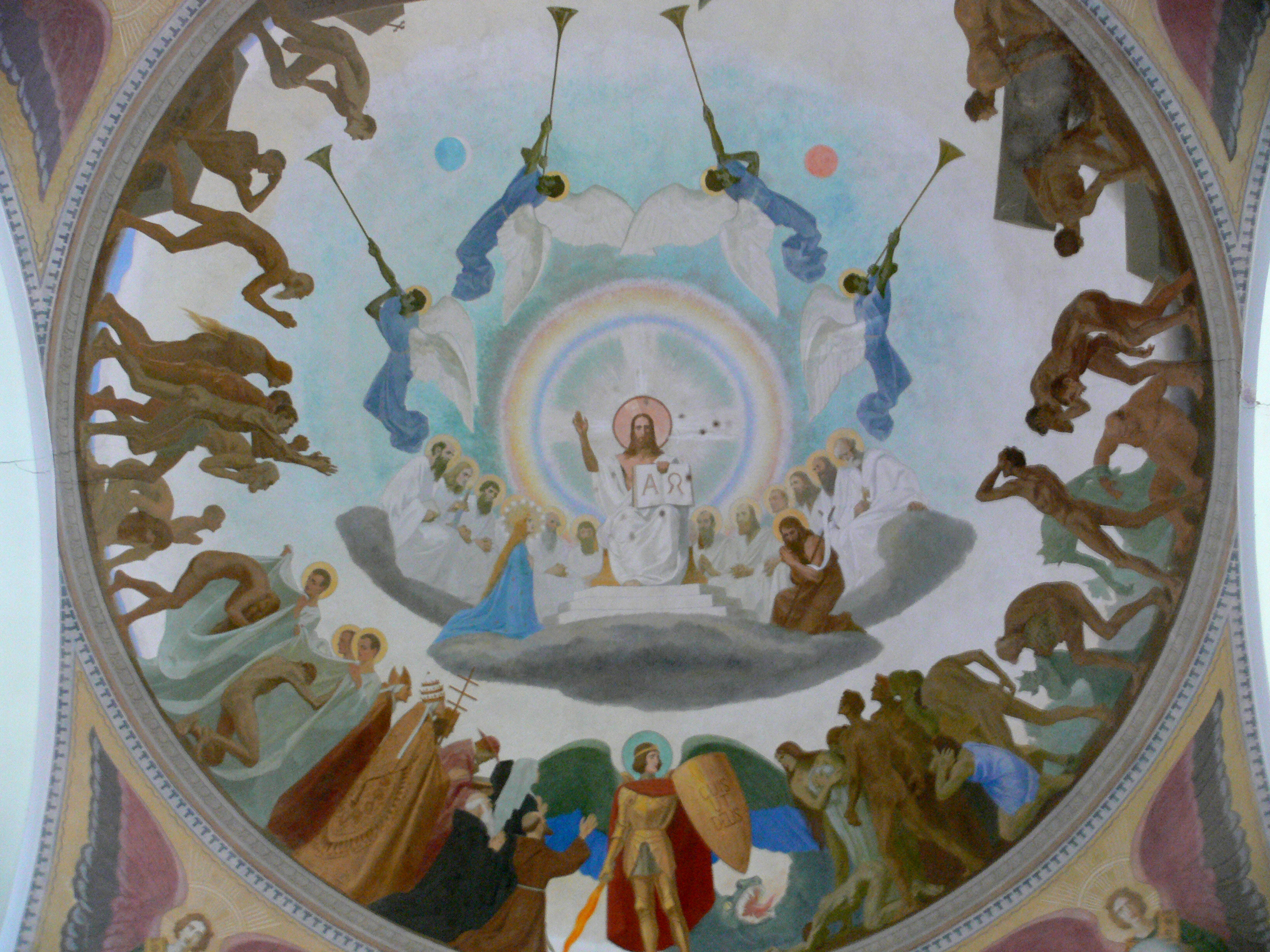
Gebhard Fugel: Deckengemälde „Weltgericht“, 1921, Bad Wurzach-Hauerz

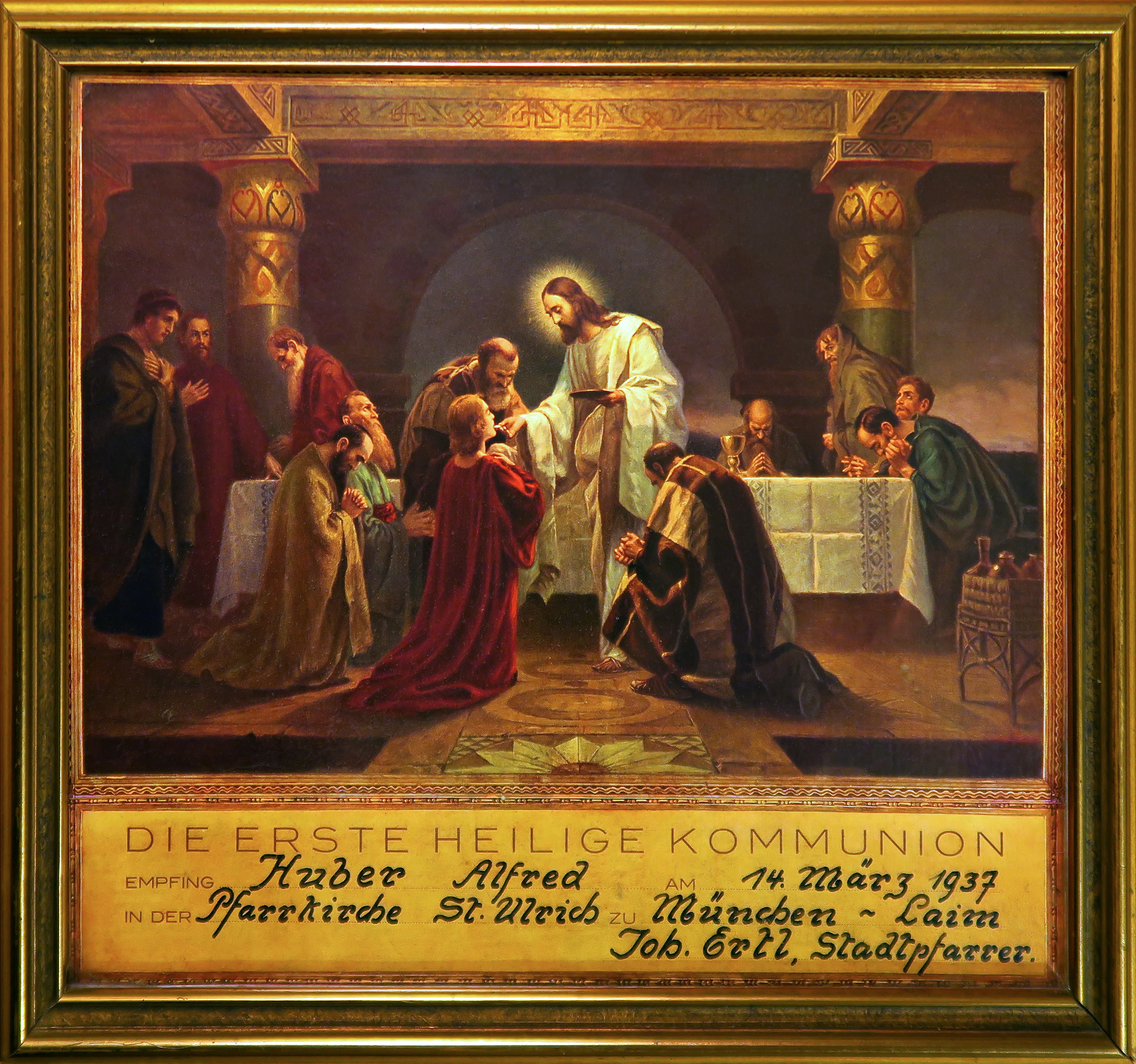
Erinnerungsbild Erstkommunion
14. März 1937
Das Heilige Abendmahl

Gebhard Fugel (* 14. August 1863 in Oberklöcken bei Oberzell, heute zu Ravensburg; † 26. Februar 1939 in München) war ein deutscher Maler. Er war auf christliche Motive spezialisiert; sein bekanntestes Werk ist das Jerusalem-Panorama in Altötting.

## Leben und Werk
Gebhard Fugel wuchs in Oberschwaben auf und studierte ab 1879 an der Kunstschule Stuttgart (u. a. bei Alexander von Liezen-Mayer und Claudius Schraudolph d. J.). Er wandte sich schon während seiner Studienzeit christlichen Motiven zu, die er in einem realistischen, von der Historienmalerei und den Nazarenern beeinflussten Stil verwirklichte. Das 1884/1885 entstandene Bild Christus heilt Kranke wurde mit Erfolg im Münchner Kunstverein ausgestellt; in der Folge war er in Ausstellungen im In- und Ausland vertreten. 1890 zog Fugel nach München und gründete dort mit Kollegen die Deutsche Gesellschaft für christliche Kunst. In seinem Werk herrschten nun großformatige Wandgemälde in Kirchen und Altarbilder vor.
Sein 1902 und 1903 entstandenes, 1140 m² großes Rundgemälde zur Passion, das in einem eigens errichteten Gebäude in Altötting gezeigt wird, gehört zu den letzten erhaltenen Panoramen und ist in seiner religiösen Thematik ungewöhnlich für diese Kunstform, die ansonsten von historischen Motiven bestimmt ist. 1905 wurde Fugel zum „königlichen Professor“ ernannt.
Fugels Schulwandbilder, 136 Gemälde zu biblischen Themen, machten ihn auch einer breiteren Öffentlichkeit bekannt, sie wurden auch als Illustrationen in Schulbibeln und anderen Büchern verwendet.
Fugels Grabstätte befindet sich auf dem Waldfriedhof Solln.

## Ehrungen
- An Fugel erinnern Straßennamen in Ravensburg, Ravensburg-Oberzell, Weingarten, Friedrichshafen, Altötting und München-Menzing.
- Nach ihm ist der Gebhard-Fugel-Kunstpreis benannt.
- Fugel war Ehrenmitglied der katholischen Studentenverbindungen Saxonia-München im KV und KDStV Aenania München im CV.

## Werke (Auswahl)

### Wand- und Altarbilder
- Christus heilt Kranke im Missionshaus Hl. Kreuz, Altötting, 1884–1885
- Ehemalige Wandbemalung der Stemmer-Kapelle, Lauterbach (Schwarzwald), 1888
- Kreuzabnahme, Städtische Galerie Bad Saulgau, 1889–1890
- Seitenaltarblätter Maria mit dem Jesuskind/Herz Mariä, sowie St. Josef mit dem Papst Leo XIII., in der St.-Georgs-Kirche, Auernheim, 1891
- Deckenfresken, Wallfahrtskirche St. Gebhard auf dem Gebhardsberg bei Bregenz, 1895–1896
- Maria mit dem Kinde in der Pfarrkirche St. Antonius, Oberzell, 1897[2]
- Deckengemälde Ambrosius verwehrt Kaiser Theodosius den Zugang zur Kirche und Ölbergszene an der Außenfassade der Pfarrkirche St. Ambrosius in Hergensweiler, Westallgäu 1897
- Predigt des Paulus auf dem Areopag, 1898 in der Pfarrkirche St. Peter und Paul, Ellhofen/Westallgäu
- Freskenzyklus zum Leben des Hl. Martin in der Stadtpfarrkirche, Wangen im Allgäu, 1899
- Heilige Familie und Kreuzweg in der Pfarrkirche St. Elisabeth, Stuttgart, ab 1903
- Kreuzwegfresken und Altarbilder der Kirche St. Joseph, München, 1904–1908 (im Zweiten Weltkrieg zerstört)
- Deckengemälde Jesus segnet die Kinder, Geburt Jesu und Abendmahl in der Pfarrkirche Hohenweiler/Vorarlberg 1908
- Fresken zur Andreaslegende in der Liebfrauenkirche, Ravensburg, 1908–1909
- Altarblatt Martin teilt den Mantel in der Pfarrkirche St. Martin, Aystetten, 1912
- Kreuzweg (1921) und Seitenaltarbilder (1929/1930) in der Pfarrkirche St. Johann Baptist, München-Solln
- Kuppelgemälde Weltgericht, Hauerz (heute zu Bad Wurzach), 1921[3]
- Josefszyklus in der Apsis der neogotischen Kirche St. Josef und St. Wendelin (Diefflen), 1921, Zerstörung im Zweiten Weltkrieg
- Altarbilder und Kreuzweg, Pfarrkirche St. Anton, Passau, 1922
- (ehem.) Altarbild in der Kirche St. Elisabeth in Ulm, 1923
- Deckengemälde Wundersame Brotvermehrung in Moggast, Oberfranken, 1926[4]
- Hochaltarbild Geburt des Heilandes in der Stadtpfarrkirche Heilige Familie in Bad Griesbach im Rottal, um 1915
- Deckengemälde Vom Wachsen der Saat in der Pfarrkirche St. Peter und Paul, Münster/Lech, 1917
- Deckengemälde in der Kath. Pfarrkirche St. Maximilian in Ludwigsmoos, um 1912
- Flügelaltar in Köln-Ehrenfeld
- Altarbild in St. Elisabeth in Hamburg
- Drei Altarbilder, Spitalkirche Saulgau
- Deckengemälde Mariä Himmelfahrt in der Kapelle St. Maria, Ursberg  (bei einem Brand vernichtet)
- Deckengemälde Bergpredigt, Grenchen (Kanton Solothurn Schweiz)
- Freskenzyklus in der Stadtpfarrkirche, Mindelheim
- Deckengemälde der Kapelle bei der Eich bei Ellwangen (zum Gedenken der Gefallenen des Ersten Weltkriegs)
- Gemälde in der Kirche St. Elisabeth, Berlin-Schöneberg
- zwei Altarbilder in der Pfarrkirche St. Peter in cathedra, Großheubach: Jesus begegnet seiner Mutter und Kreuzesabnahme (beides sichtbar während der Fastenzeit)
- Altarblatt in der Salvatorkirche in Berlin-Lichtenrade (Hochaltar von Thomas Buscher)
- Deckengemälde in der Pfarrkirche St. Johannes Baptist, Ravensburg-Obereschach
- Werk in St. Kolumba, Köln (im Zweiten Weltkrieg zerstört)
- Deckengemälde St. Sebastian, Haisterkirch 1892
- Deckengemälde Petri Pfingstpredigt in der Pfarrkirche St. Martin, Röthenbach

### Sonstige Werke
- Jerusalem-Panorama Kreuzigung Christi, Altötting, Größe: 12 × 95 m, 1902–1903
- 136 Gemälde zur Bibel, so genannte Schulwandbilder, 1908–1932 (Originale heute im Diözesanmuseum Freising)
- 25 Entwürfe zur Apokalypse, 1933